# سوآوینا (آمباتوفیناندراهانا)
سوآوینا (انگلیسی: Soavina, Ambatofinandrahana) یک شهرک در ماداگاسکار است.